# Days/My Diamond
「Days/My Diamond」（デイズ / マイ・ダイアモンド）は、日本の音楽グループ、ポケットビスケッツの6枚目のシングル。

## 解説
ポケットビスケッツとしては約1年ぶりのリリースであり、グループで唯一両A面シングルとして発売された。
出荷枚数は65万枚。売上枚数は35万0810枚（オリコン調べ）。
- 前作「POWER」と今作の間に、ポケットビスケッツのソロ活動として、テルは「青の住人」、千秋は「マーガレット」、ウドは「まごころ」をリリースしている。
- 両A面シングルということもあってか、同グループ名義でリリースしたシングルで唯一、価格が1000円（当時の消費税込）となった[1]。
- グループ単独名義でのシングルはこの作品が最後となった。次作は松任谷由実とのコラボレーションで「Yuming+Pocket Biscuits」名義。
- 「Days」は、千秋がテルとウドへの想いを歌った曲で、1番はテルへ、2番はウドへのメッセージになっている。これまでとは路線を変えたバラードである。
- 「Days」のミュージック・ビデオは3人がそろって屋外（晴海埠頭、現在の豊洲ぐるり公園）で歌唱・演奏しているシーンのみというシンプルなものになっていて、各々ステージに靴を固定された上でワンカットで撮影したかのように見える編集がされている（ミュージック・ビデオの中で深夜から朝への時間経過が見られる）。
- テルは全編にわたりピアノを演奏。ウドはギターのソロパートを担当した。
- ベストアルバム『THANKS』には、冒頭にアカペラの入ったものが収録されている。
- 「My Diamond」は当初1998年4月22日に発売予定の楽曲だったが、CD発売を賭けて行ったブラックビスケッツとのポケビVSブラビガソリンすごろく対決で敗れた為、発売中止となり同時にマスターテープを破壊することになった（負けた罰のため、メンバーのテル自らがマスターテープを破壊するための鉄球の作動ボタンを押した）。しかし、CD発売を望む声が多く、1999年に行われた「ポケットビスケッツVSウリナリ審査委員会 最後の聖戦」で勝利[2]し、改めてヴォーカル・ダビングを行い『My Diamond』を発売することが出来た。
- 「My Diamond」の歌詞の一部は番組での発表当初と若干違いがあり、発表当初「隅に潜む」だった部分が「隅に咲いた」に変更されている[3]。
- 千秋は、100万人署名御礼日本縦断ツアーの最終日、北海道・旭川で読んだ手紙の中で「大切な曲のMy Diamondは、私の今持っている力の全てをかけて必ず蘇らせたい」と語っていた[4]。
- 「My Diamond」のミュージック・ビデオは、100万人署名御礼日本縦断ツアーなどのライブ映像を再構築したものになっている。
- ウドは「My Diamond」のデモテープを聴く際に「I Love You Love クリントン」という詞を、「Days」のデモテープを聴く際に「踊る鉄道員（ぽっぽや）」という詞を書いてきたが採用されなかった。
- 2023年10月11日、千秋がYouTubeチャンネルの登録者20万人達成を記念して「Days」をセルフカバーした動画を公開した[5]。

## 収録曲
1. Days（4:51）
作詞:CHIAKI/ポケットビスケッツ　作曲・編曲:パッパラー河合
2. My Diamond（4:41）
作詞:CHIAKI/ポケットビスケッツ　作曲・編曲:パッパラー河合
3. Days（カラオケ）（4:51）
4. My Diamond（カラオケ）（4:41）

## アレンジ違いについて
Daysにはシングルで発売された音源と、ベストアルバム「THANKS」に収録された、冒頭にアカペラでの歌唱が入ったアレンジ違いが存在する。収録状況は次の項目を参照。

## 収録アルバム
- THANKS（#1、#2）（2000年3月24日） - 「Days」は冒頭にアカペラがあるバージョン
- スーパー・ベスト（#1、#2） - 「Days」は冒頭にアカペラがあるバージョン
- THANKS 20th Edition 〜Pocket Biscuits Single Collection+（#1、#2）（2016年11月23日） - 「Days」はシングルバージョン

| 1Aメロ | 1Aメロ     | → | 1Bメロ | 1Bメロ      | → | 1サビ・2Aメロ | 1サビ・2Aメロ | → | 2Bメロ | 2Bメロ      |
|        | ト長調 (G) | → |        | ト短調 (Gm) | → |               | ト長調 (G)    | → |        | ト短調 (Gm) |

| 2サビ・間奏A | 2サビ・間奏A | → | 間奏B・3Cメロ | 間奏B・3Cメロ | → | 3サビ・大サビ | 3サビ・大サビ |
|              | ト長調 (G)   | → |               | ト短調 (Gm)   | → |               | ト長調 (G)    |

| 前奏 | 前奏        | → | 頭サビ | 頭サビ      | → | 1A・1Bメロ | 1A・1Bメロ  | → | 1サビ | 1サビ       |
|      | ハ短調 (Cm) | → |        | イ短調 (Am) | → |            | ハ短調 (Cm) | → |       | イ短調 (Am) |

| 2A・2Bメロ | 2A・2Bメロ  | → | 2サビ | 2サビ       | → | 間奏・3Cメロ | 間奏・3Cメロ | → | 3サビ | 3サビ       |
|            | ハ短調 (Cm) | → |       | イ短調 (Am) | → |              | ハ短調 (Cm)  | → |       | イ短調 (Am) |